# Аугаген
Аугаген (нім. Auhagen) — громада в Німеччині, розташована в землі Нижня Саксонія. Входить до складу району Шаумбург. Складова частина об'єднання громад Заксенгаген.
Площа — 12,36 км2. Населення становить 1259 ос. (станом на 31 грудня 2021).